# Liste der Kulturdenkmäler in Lieser
In der Liste der Kulturdenkmäler in Lieser sind alle Kulturdenkmäler der rheinland-pfälzischen Ortsgemeinde Lieser aufgeführt. Grundlage ist die Denkmalliste des Landes Rheinland-Pfalz (Stand: 10. August 2023).

## Denkmalzonen
| Bezeichnung                | Lage                | Baujahr | Beschreibung                                                                                       | Bild                           |
| -------------------------- | ------------------- | ------- | -------------------------------------------------------------------------------------------------- | ------------------------------ |
| Denkmalzone Schloss Lieser | Moselstraße 33 Lage | 1884–87 | schlossartige Villa am Moselufer, Neurenaissance, 1884–87; umgebender Park, Nebengebäude, Weinberg | weitere Bilder Fotos hochladen |

## Einzeldenkmäler
| Bezeichnung                       | Lage | Baujahr                           | Beschreibung | Bild                           |
| --------------------------------- | --- | --------------------------------- | --- | ------------------------------ |
| Thurn und Taxis’scher Posthof     | Am Alten Posthof 3–7 Lage                                                                                     | 16. bis 19. Jahrhundert           | um einen Innenhof gruppierte Bauten, 16. bis 19. Jahrhundert                                                                                  | weitere Bilder Fotos hochladen |
| Portal                            | Am Markt, an Nr. 42 Lage                                                                                      | 1789                              | Oberlichteingang, bezeichnet 1789 | Fotos hochladen                |
| Wohnhaus                          | Am Markt 55 Lage                                                                                              | 17. Jahrhundert                   | Fachwerkhaus, teilweise massiv, wohl aus dem 17. Jahrhundert                                                                                  | Fotos hochladen                |
| Wohnhaus                          | Am Markt 57a Lage                                                                                             |                                   | stattlicher Mansarddachbau | Fotos hochladen                |
| Wegekreuz                         | Auf Zewenich, gegenüber Nr. 30 Lage                                                                           | um 1900                           | Wegekreuz, um 1900 (?) | Fotos hochladen                |
| Katholische Pfarrkirche St. Peter | Bärlay 19 Lage                                                                                                | 1782                              | Saalbau, 1782, Südturm 1860 | weitere Bilder Fotos hochladen |
| Kriegerdenkmal                    | Bärlay, bei Nr. 19 Lage                                                                                       | 1936                              | Kriegerdenkmal 1914/18, Kreuz mit Kreuzigungsgruppe, Sandstein, 1936                                                                          | Fotos hochladen                |
| Bildstock                         | Bärlay, bei Nr. 19 auf dem Friedhof Lage                                                                      |                                   | barocker Bildstock | Fotos hochladen                |
| Gruftkapelle                      | Bärlay, bei Nr. 19 auf dem Friedhof Lage                                                                      | Ende des 19. Jahrhunderts         | neugotische Gruftkapelle der Familie von Schorlemer, ausgehendes 19. Jahrhundert                                                              | Fotos hochladen                |
| Wohnhaus                          | Hochstraße 6 Lage                                                                                             | 1752                              | zwei- bis dreigeschossiger Fachwerkbau, Mansarddach, bezeichnet 1752                                                                          | Fotos hochladen                |
| Wohnhaus                          | Hochstraße 37 Lage                                                                                            | spätes 18. Jahrhundert            | Fachwerkhaus, teilweise massiv, Mansarddach, wohl noch aus dem 18. Jahrhundert                                                                | Fotos hochladen                |
| Wegekreuz                         | Hochstraße, an Nr. 65 Lage                                                                                    | 1800                              | Schaftkreuz, bezeichnet 1800 | Fotos hochladen                |
| Bildstock                         | Moselstraße, an Nr. 19 Lage                                                                                   | 1813                              | Kreuzigungsbildstock, bezeichnet 1813 | Fotos hochladen                |
| Wegekreuz                         | Moselstraße, bei Nr. 46 Lage                                                                                  | 1749                              | Schaftkreuz, bezeichnet 1749 | Fotos hochladen                |
| Wohnhaus                          | Paulsstraße 12 Lage                                                                                           | 18. Jahrhundert                   | stattliches Fachwerkhaus, teilweise massiv, 18. Jahrhundert                                                                                   | Fotos hochladen                |
| Wohnhaus                          | Paulsstraße 30 Lage                                                                                           | erste Hälfte des 19. Jahrhunderts | Fachwerkhaus, teilweise massiv, wohl aus der ersten Hälfte des 19. Jahrhunderts, im Kern eventuell älter                                      | Fotos hochladen                |
| Bildstock                         | Paulsstraße, an Nr. 34 Lage                                                                                   | 1672                              | Bildstock, Pietà, bezeichnet 1672 | Fotos hochladen                |
| Wohnhaus                          | Paulsstraße 50 Lage                                                                                           | Ende des 18. Jahrhunderts         | dreigeschossiger Mansarddachbau, teilweise Fachwerk, wohl vom Ende des 18. Jahrhunderts oder um 1800                                          | Fotos hochladen                |
| Wasserbehälter                    | Richard-Wagner-Straße Lage                                                                                    | 1911                              | aufwändig mit Rundbogenblenden gestalteter Bruchsteinbau, 1911                                                                                | Fotos hochladen                |
| Kreuzigungsgruppe                 | nördlich des Ortes am Weg zur Paulskirche, zwischen der vorletzten und der letzten Station des Kreuzwegs Lage | 1609                              | Kruzifix angeblich von 1609, Beifiguren aus dem 18. Jahrhundert (Maria wohl jünger), Gelbsandstein                                            | BW                             |
| Dreifaltigkeitskreuz              | nördlich des Ortes (bei Paulsstraße 130) Lage                                                                 | 18. Jahrhundert                   | barocker Bildstock, Dreifaltigkeitsrelief, 18. Jahrhundert                                                                                    | Fotos hochladen                |
| Paulskirche                       | nördlich oberhalb des Ortes in den Weinbergen Lage                                                            | 1718                              | katholische Kapelle auf dem Paulsberg; Langhaus 1718, Chor 1726, Sakristei wohl vom Anfang des 17. Jahrhunderts; Schaftkreuz, bezeichnet 1607 | Fotos hochladen                |
| Wegekreuz                         | östlich oberhalb des Ortes in den Weinbergen Lage                                                             | 18. Jahrhundert                   | Schaftkreuz, 18. Jahrhundert | BW                             |